# Олино
Олино — деревня в Лихославльском районе Тверской области России.

## География
Находится в центральной части области, у южного берега озера Олинское, на расстоянии приблизительно 3 км на юг-юго-запад по прямой от районного центра города Лихославль.

## История
Деревня была отмечена ещё на карте Менде, состояние местности на которой соответствует 1848 году. В 1859 году здесь было учтено 16 дворов. До 2021 деревня входила в Вёскинское сельское поселение Лихославльского района до его упразднения.

## Население
| 2010 |
| ---- |
| 28   |

### Историческая численность населения
Численность населения: 150 человек (1859 год), 14 (русские 71 %, украинцы 29 %) в 2002 году, 28 в 2010.

## Инфраструктура
Личное подсобное хозяйство с зоной сельскохозяйственного использования, индивидуальная застройка усадебного типа.

## Транспорт
Деревня доступна автотранспортом по автодороге «Ильинское-Олино».